# لویک گانیون
لویک گانیون (انگلیسی: Loïc Gagnon؛ زادهٔ ۲۱ ژانویهٔ ۱۹۹۱) بازیکن فوتبال اهل فرانسه است.
از باشگاه‌هایی که در آن بازی کرده‌است می‌توان به باشگاه فوتبال اسپارتاک ترناوا اشاره کرد.